# Coxcatepec
Coxcatepec är en ort i Mexiko.   Den ligger i kommunen Santos Reyes Yucuná och delstaten Oaxaca, i den sydöstra delen av landet, 220 km sydost om huvudstaden Mexico City. Coxcatepec ligger 1 726 meter över havet och antalet invånare är 231.
Terrängen runt Coxcatepec är kuperad. Runt Coxcatepec är det glesbefolkat, med 18 invånare per kvadratkilometer. Närmaste större samhälle är Ciudad de Huajuapan de León, 19,5 km öster om Coxcatepec. I omgivningarna runt Coxcatepec växer huvudsakligen savannskog.